# ウルトラマン倶楽部 (ゲーム)
『ウルトラマン倶楽部』（ウルトラマンくらぶ）とは、ウルトラシリーズのデフォルメキャラクターを題材としたゲームソフト、またはそのシリーズを指す。ファミリーコンピュータを中心に6本のタイトルが発売された。
デフォルメされた、ウルトラ兄弟と怪獣軍団との戦いがシリーズに共通する内容となっている。当初はRPGとしてシリーズ展開されていたが、後に別ジャンルのゲームも発売された。
1992年にはアーケード板が発売された（ウルトラマン倶楽部 (アーケード)を参照）。

## 作品一覧

### ウルトラマン倶楽部 地球奪還作戦
1988年10月22日、バンダイからファミリーコンピュータ ディスクシステムのソフトとして発売。怪獣軍団に捕らわれたウルトラ兄弟を救出し、怪獣軍団の親玉を倒すという内容のRPG。敵怪獣ごとに弱点が設定されており（耳や角など）、戦闘時にその部分に照準を合わせて攻撃すると大きなダメージを与えられるというシステムが特徴的。
ステージは山岳・森林・氷河・コンビナート・都市・地底（地下）の6つ。ただし、地底（地下）は一定の条件を満たさないと侵入することができないため、ラストボスにたどり着けず、エンディングを迎えることが出来ない。また一部のステージでは何かに困っている怪獣がおり、その助けとなる行動を取ると重要アイテムが入手できる。通常戦とボス戦（あるいはイベント戦）では音楽が異なる。行動できるのは3人まで。
このゲームには経験値、貨幣、守備力の概念がなく、敵を倒し続けると攻撃力が、イベントをクリアしたり、逃げ続けたりすると素早さが上がる。

#### 登場人物
ウルトラマン
最初から使える。表記は「マン」。必殺技はスペシウム光線、八つ裂き光輪。
ウルトラセブン
山岳に囚われている。表記は「セブン」。必殺技はワイドショット、アイスラッガー。
新ウルトラマン
森林に囚われている。表記は「しんマン」。必殺技はスペシウム光線、スピンキック。
ウルトラマンエース
氷河に囚われている。表記は「エ～ス」。必殺技はメタリウム光線、エースバリア（2ターンの間攻撃を受けないが、ボス戦では使えない）。
ウルトラマンタロウ
コンビナートに囚われている。表記は「タロウ」。必殺技はストリウム光線、ウルトラフリーザー。
ウルトラマンレオ
都市に囚われている。表記は「レオ」。必殺技はクロスビーム、キリモミキック。
ゾフィー
各ステージのどこかにいて、様々なヒントを教えてくれる。
ウルトラの父
各ステージのどこかにいて、体力を全快してくれる。

#### 登場怪獣
※()内の肩書はパワーアップ版の名称、★マークはエリアボスとしても登場(太字はボスとしてのみ登場)
山岳
ツインテール(ボス)、グドン(マイティー)、(メタル)テレスドン、ジェロニモン(エース)、★(ギル)レッドキング
森林
(グリーン)イカルス、(クレイジー)ベル、エレキング(サンダー)、ババウル(マグマ)、★(デス)メフィラス
氷河
(スーパー)ドラコ、(スカイ)ギラドラス、(アイス)ギガス、★(ワイルド)ウー、(ブリザード)ガンダー
コンビナート
(オイル)タッコング、(スター)ぺスター、(バトル)シーゴラス、(ワンダー)ヒッポリト、★キングジョー(2)
都市
(おお)ドロボン、(ヘビー)ゴモラ、(ドン)ガバドン、(ミラクル)ダダ、★(ガン)バルタン
地底都市
(ダーク)ドラキュラス、(ハイパー)バードン、(マシン)ベムスター、(キング)タイラント、★ゼットン(ゼット)

#### アイテム
カラータイマー
ウルトラ戦士を復活させる。また救出した仮死状態の仲間を復活させるのにも必要
Eカプセル
ウルトラ戦士のHPを完全回復させる
オーラ
ウルトラ戦士の攻撃力を上げる
ウルトラベル
怪獣たちを即座に退散させる
ウルトラマント
ウルトラ戦士の防御力を上げる
キングハンマー
怪獣たちの動きを封じる
たまご
ツインテールの卵、グドンに奪われている
じゅもん
ツインテールから教わる謎の呪文
キー
シーゴラスがヒッポリトから預かっていた鍵
こゆき
ウーの娘でガンダーに攫われている
ブレスレッド
ウーが持っている謎のブレスレッド

### ウルトラマン倶楽部2 帰ってきたウルトラマン倶楽部
1990年4月7日、ユタカからファミリーコンピュータのソフトとして発売。このゲームからメディアはカートリッジとなった。内容は前作に引き続いてのRPG。
所持金や装備の概念が無く、いわゆる町で武器や防具を購入することでキャラクターを強化できず、地道に経験値を稼いでレベルを上げるのが基本となる（最大レベル28）。テキストはファミコン用ソフトとしては珍しかった一部漢字表記である。また、戦闘画面が『ファイナルファンタジー』（スクウェア・エニックス）タイプのサイドビューとなり、戦闘時のアニメーションが豊富になった。コンティニューはパスワード形式で、各地のウルトラ基地などで聞くことができる。ウルトラマンが戦闘不能となった場合、最後にパスワードを聞いた拠点からやり直しとなる（要するにゲームオーバー）。エンディングは『ブレイウッド』（データイースト）のデモサウンドをアレンジしたものである。ステージ構成は（順番に）地球→月面→ドックン星→怪獣墓場→ウルトラの国となっている。
なお、このゲームは後に『Dの食卓』で著名となる飯野賢治のデビュー作でもある。

#### 登場人物
ウルトラマン
主人公。ステータスは全体的にそつがないバランス型となっている。ただし必殺技が単体攻撃のみ、カプセル怪獣を使えない、戦闘不能になると強制的にゲームオーバーなど致命的な弱点もある。必殺技はスペシウム光線（単体攻撃）、八つ裂き光輪（即死攻撃）、スプリング光線（単体に強攻撃）、電磁バリア（数ターンダメージ軽減）。ゲーム内では「マン」と表記される。
ウルトラセブン
月面の途中で仲間になる兄弟。メンバーの中で途中離脱がない。突出したステータスはないが、兄弟で1番カプセル怪獣を持てるなどサポート能力が充実している。必殺技はエメリウム光線（単体攻撃）、アイスラッガー（即死攻撃）、ワイドショット（全体攻撃）、金縛り光線（単体を数ターン麻痺）。
新ウルトラマン
月面で仲間になる兄弟。防御力は高いが、HPやカプセル怪獣がやや低め。また、兄弟で唯一全体攻撃技を2種類持っているため、雑魚散らしで光る存在。月面クリアで離脱以降は、ウルトラの国でエースと情報を整理している。終盤ではエースと共に巨大戦艦へ乗り込む。必殺技はスペシウム光線（全体攻撃）、八つ裂き光輪（即死攻撃）、流星キック（単体攻撃）、フォッグビーム（全体攻撃）。ゲーム内では「新マン」と表記される。
ウルトラマンエース
地球で仲間になる最初の兄弟。ステータス面では必殺に特化した能力となっている。ストーリーでは月面の途中で離脱する。その後はウルトラの国で新マンと情報を整理している。必殺技はメタリウム光線（全体攻撃）、レッドビーム（即死攻撃）、エースバリア（数ターンダメージ軽減）、吸収（解毒効果）。なお、吸収は一度も発動することはない（離脱までに毒を用いる敵が登場しないため）。
ウルトラマンタロウ
怪獣墓場で仲間になる最後の兄弟。HPが突出して高く、素早さも高め。必殺技は全体・即死攻撃がない、高いHPが要因となり発動しにくい、4つのうち2つは仲間が戦闘不能になる（ストーリー上ではセブンが該当）ことが発動条件になっているなど、他の兄弟と比べて若干扱いにくい。当初はゼットンにカラータイマーを奪われ、死亡した状態で登場する。必殺技はストリウム光線（単体攻撃）、ホーンスマッシュ（単体攻撃）、ウルトラダイナマイト（単体に強攻撃）、リライブ光線（蘇生効果）。
ゾフィー
ウルトラ兄弟の長兄で、地球基地の隊長。ウルトラサイン（パスワード）を教えたり、体力の回復およびカプセル怪獣補充の役割を担う。
ウルトラマンジョーニアス
ゾフィーの次に登場する月面基地の隊長。
エレク
ジョーニアスの次に登場する怪獣墓場基地の隊長。
ウルトラの父
最後に登場するウルトラの国基地の大隊長。巨大戦艦が来るまで左右にエースと新マンがいる。
ウルトラの母
怪獣墓場の銀十字衛星にいる。倒されたタロウを見守り、最終決戦で負傷したエースや新マンを療養させる。
ウルトラマンキング
ウルトラの国の南西にある城にいる。ゲーム内では「ウルトラキング」と表記される。マンたちに敵の正体を暴く「洗礼の玉」や、最終決戦前に「ウルトラブレスレット」と「ウルトラマント」など様々なアイテムをくれる。
ウルトラマン80
聖なる山でウルトラキーを盗んだ者を目撃し深手を負っていたところを、マンたちのエネルギーを分け与えられ回復する。
アストラ
ババルウ星人に氷づけにされている。ババルウ星人を倒すと、壊れたウルトラキーを直してくれる。一方兄であるレオはパッケージには描かれているが、本編では登場しない。
ドックン
非常に小さいが、重力の強い惑星であるドックン星の住民。ドックンサイン（ウルトラサインと同義）を教える者や、事故で漂流したマンたちを怪獣墓場まで飛ばす巨大な個体もいる。
バルタン星人
ゲームのラストボス。奪ったプラズマエネルギーにより巨大化し、ミサイルを放って攻撃してくる。また、オープニングでマンと息子であるバルタン星人Jr.の戦闘デモがあり、息子が倒されたことにより復讐に燃えている。

#### 登場怪獣
地球
ガヴァドンA（表記は「ガバドン」）、チブル星人、キングザウルスIII世（表記は「キングザウルス」）、ササヒラー、シシゴラン、テロチルス、ガッツ星人、ギガス、シーゴラス&シーモンス（本作では双方の名前が入れ替わっている）、ペスター、キングクラブ、バルタン星人Jr.（ボス。表記は「バルタン・JR」。オープニングデモ扱い）、メトロン星人（ボス）、イカルス星人（ボス）
月面
シシゴラン、テロチルス、ガッツ星人、ペスター、ギャンゴ、ガマクジラ、ヤメタランス、ガンダー、ギエロン星獣、ブルトン、ウー、恐竜戦車（ボス）、イカルス星人（ボス）、アントラー（ボス）、ベムスター（ボス）、メフィラス星人（ボス）
ドックン星
木（ボス）、ガヴァドンA（表記は「ガバドン」。通常のガヴァドンAをボスタイプに置き換えたもの）
怪獣墓場
ツインテール、ドラコ、イダテンラン、プラズマ&マイナズマ、テレスドン、ジェロニモン、グドン、ギロ星獣、マグマ星人（グラフィックがババルウ星人と入れ替わっている）、バルダック星人（表記は「バルタック星人」）、バキシム、ヒッポリト星人（表記は「ヒッポリット星人」）、ケンドロス、クレージーゴン（表記は「クレイジ～ゴン」）、バラバ、ムルロア、ハンザギラン、カイマンダ（表記は「カイマンダ～」）、コダイゴン（ボス）、ゼットン（ボス）、ブラックギラス&レッドギラス（ボス）、ヤプール人（ボス。表記は「ヤプ～ル」）
ウルトラの国
レッドキング、サータン（表記は「サタ～ン」）、カイマンダ、バキシム、ヒッポリト星人、ケンドロス、ライブキング、オクスター、フリップ星人（表記は「フィリップ星人」）、キングジョー、エレキング、エースキラー、ガスゲゴン、バリケーン、ガボラ、キーラ、アーストロン、ゴモラ、モチロン、サドラ（表記は「サドラ～」）、ババルウ星人（ボス。グラフィックがマグマ星人と入れ替わっている）、タイラント（ボス）、ジャンボキング（ボス）、テンペラー星人（ボス）、パンドン（ボス。表記は「バンドン」）、ブラックエンド（ボス）、バルタン星人（最終ボス）

#### 本作で手に入るアイテム
キング・チョコ
月面にいるゲスラの大好物。渡すとバラージの石が手に入る。
バラージの石
アントラーを封印していた石。アントラーの死と共に砕け散る。
赤い木の実
ドックン星に一本だけある木から実る。
カンオケの鍵
怪獣墓場でコダイゴンを倒すと手に入る棺桶用の鍵。
カラータイマー
タロウのカラータイマーで、ゼットンを倒すと手に入る。
洗礼の玉
ウルトラの国でキングから授かる、敵の正体を暴く玉。
壊れたウルトラキー
アストラに化けたババルウ星人を倒すと手に入る。
ウルトラキー
壊れたウルトラキーをアストラが修復したもの。
ウルトラブレスレット
戦闘中、素早さを上げる。
ウルトラマント
戦闘中、守備力を上げる。
プラズマエネルギー
巨大戦艦でバルタン星人を倒すと手に入る最後のアイテム。まばゆい光を照らす太陽のようなエネルギー。

#### カプセル怪獣
ガヴァドンA
全員のHPを全快させる。
モチロン
ウルトラ基地へワープする。フィールド上のみで有効。
サドラ
ダンジョンから脱出する。
ガマクジラ
全員を解毒する。
ブルトン
使用者の防御力をアップさせる。
ウー
戦闘不能者を蘇生させる。敵ドロップのみで入手。
テレスドン、クレージーゴン、ドラコ、バキシム、ライブキング、ゴモラ
使用者の代わりに戦闘させる。能力値は敵対時とほぼ同じ。ターン終了ごとに戦闘を続行させるかの選択肢が表れ、HPがなくなると即座に使用者へ交代する。ドラコ以下は敵ドロップのみで入手。

### ウルトラマン倶楽部3 またまた出撃!! ウルトラ兄弟
1991年12月29日、前作に引き続きユタカからファミリーコンピュータのソフトとして発売。内容も前作同様『ファイナルファンタジー』タイプのRPG。ウルトラマンたちが使うカプセル怪獣として、ジェットビートルなど防衛チームのメカも登場。なお、本作のカプセル怪獣はパーティ共用で各種3個までの所持となった。必殺技の発動条件も変更され、HPが4分の1（HPウインドウに表示されたカラータイマーが青から赤に変化）となった時に初めて使用可能となるが、命中率はやや低めに設定されている。また、味方全員のカラータイマーが赤の状況では、敵全体を無条件で即死させる合体必殺技が使える（2人ではダブルレーザー、3人ではトリプルクロス、4人ではフォーメーションアタック）。しかし、ボス戦では必殺技やカプセル怪獣が使用不可という制約が存在する。戦闘で全滅した場合、そのままタイトルに戻される（要するにゲームオーバー）。また、コンティニューがバッテリーバックアップ形式になり、テキストは漢字表記がなくなった。セーブはフィールド上とM78星雲の居住地区でしかできない。ステージ構成は地球→ゴルゴダ星（前）→ある惑星→ゴルゴダ星（後）→M78星雲である。ストーリーを進めるとM78星雲から地球へワープも可能。
なお、本作は経験値の概念が存在せず、レベルは特定のボスを倒す、仲間の加入および離脱、重要イベントをこなすことで上がる特殊なシステムとなっている。また、ボスを含む敵を20体倒す（以下「20体補正」と表記）ごとに各キャラクターの能力値が上昇する。どの能力が上昇するかは、キャラクター別に固定されている。各地の宿屋では20体補正ごとに目盛りが1段階上がるグラフを確認できる。
高すぎる回避率と戦闘システムの改悪、終盤のダンジョンで発生する強制的にエリア1へ戻されるバグの存在などから、ゲームとしての評価は低い。

#### 登場ウルトラファミリー
ウルトラマン
主人公。ステータスは平均的だが、守りが高め。地球編の終盤でゼットンの罠によって石化されてしまうため、以降は操作することが出来ない。必殺技はスペシウム光線（全体攻撃）、八つ裂き光輪（即死攻撃）、スプリング光線（全体に即死攻撃）。表記は「マン」。20体補正は能力が平均的に上がる。
新ウルトラマン
もう一人の主人公。ステータスは力が高い。必殺技はスペシウム光線（全体攻撃）、八つ裂き光輪（即死攻撃）、流星キック（即死攻撃）。表記は「しんマン」。20体補正はマン同様平均的に上がる。
ウルトラマンタロウ
ゴルゴダ星編で登場。宇宙船の最奥でベムスターの不意打ちに遭いマンと同じく石化されてしまうため、操作できる期間は短い。ステータスは守りが高い。必殺技はストリウム光線（単体攻撃）、ヒーロー光線（即死攻撃）、ウルトラフリーザー（全体に即死攻撃）、リライブ光線（味方一人を蘇生）。表記は「タロウ」。20体補正は必殺以外の能力が平均的に上がる。
ウルトラの母
操作キャラクターとしてはシリーズ初登場。ステータスは素早さが高い。ゲーム後半になるほど活躍する。必殺技はマミー光線（全体に即死攻撃）、マザー破壊光線（即死攻撃）、銀河光線（単体攻撃）。表記は「はは」。20体補正はタロウに準ずる。
ウルトラマンレオ
1作目以来の登場。ステータスは力が高いが、タロウ同様操作する期間は短い（ゴルゴダ星とある惑星のみ）。必殺技はクロスビーム（即死攻撃）、ヌンチャク（単体攻撃）。表記は「レオ」。20体補正は力が大きく伸びる。
ウルトラマンキング
操作キャラクターとしてはシリーズ初登場。地球編ではマンと新マンにウルトラブレスレットをくれる。ステータスは必殺が高い。必殺技は洗礼光線（即死攻撃）、ゴッド光線（全体攻撃）。表記は「キング」。20体補正は力以外の能力が平均的に上がる。
ウルトラセブン
M78星雲編から登場。ステータスは力が高い。必殺技はエメリウム光線（単体攻撃）、ワイドショット（全体攻撃）、アイスラッガー（即死攻撃）。表記は「セブン」。20体補正は力と素早さが伸びる。
ゾフィー
操作キャラクターとしてはシリーズ初登場。ステータスは必殺が高い。なお、移動時は新マンと同じグラフィック。必殺技はM87光線（即死攻撃）、ウルトラフロスト（全体攻撃）。表記は「ゾフィ」。20体補正は各種平均的な伸び。
ウルトラマンエース
最後に登場する仲間。ステータスは素早さが高い。必殺技はメタリウム光線（即死攻撃）、ウルトラギロチン（単体攻撃）、パンチレーザー（全体に即死攻撃）。表記は「エース」。20体補正は守り以外の能力が上がる。
アストラ
レオの弟。マグマ星人に囚われている。マグマ星人を倒すと、レオとキングに本物のウルトラマントをくれる。
ウルトラの父
ヤプールによって石化されている。エンディングでマザーシャワーにより、マンやタロウと共に復活する。

#### 登場怪獣
地球（フィールド）
ガヴァドンA（表記は「コガバドン」）、ウー、ナース、ベロクロン、バキシム、テロチルス、ブラックキング、ゴルドン（ボス）、ゼットン（ボス）
洞窟
シーゴラス、シーモンス、ザラガス、ペスター
四次元空間
ブルトン（ボス）
山
ビーコン、ファイヤーモンス、ドラコ、メフィラス星人
村長の家（M78星雲編のみ）
にせウルトラセブン（ボス。表記は「にせセブン」）
ゴルゴダ星（フィールド）
ジャミラ、ジェロニモン、レッドキング、ガンダー、バルタン星人（ボス）
「キケン」の看板・二次元世界（ゴルゴダ星後編のみ）
ガマス（ボス）
宇宙船
ババルウ星人、ガボラ、ムルチ、サドラ（表記は「サドラー」）、ベムスター（ボス）、グモンガ（ボス）、ベル星人（ボス）
十字架（ゴルゴダ星後編のみ）
グロスト、バードン、ブロッケン、タイラント、バルタン星人Jr.（ボス。表記は「バルタンジュニア」）
ある惑星（フィールド）
サウンドギラー、ガラキング、キングザウルスIII世（表記は「キングザウルス」）
城
ブラックギラス&レッドギラス（ボス）、マグマ星人（ボス）
M78星雲（フィールド）
ガヴァドンB（表記は「ガバドン」）、カメレキング、ゴモラ、ベムラー、ペガッサ星人（ボス）、エースロボット（ボス）
ペガッサ宇宙都市
ペガッサ星人（ボス）
ウルトラの母の体内
ダリー（ボス）
秘密基地（ゾフィー加入後）
マグラー（表記は「マグラ」）、ガッツ星人、キーラ、ササヒラー
ウルトラタワー
ボーグ星人、ケムラー、ダダ（表記は「ダダせいじん」）、ギエロン星獣、エースキラー（ボス）
居住地区
キングジョー、スノーゴン、レッドギラー、ヤプール人（ボス。表記は「ヤプール」）
巨大宇宙船
アーストロン、バラバ、エレキング、ゴドラ星人、グドン、ツインテール、レッドジャック、ルナチクス、ゴルドン（ボス）、ブルトン（ボス）、ゼットン（ボス）、バルタン星人（ボス）、ベムスター（ボス）、グモンガ（ボス）、ベル星人（ボス）、ブラックギラス&レッドギラス（ボス）、マグマ星人（ボス）、ガマス（ボス）、バルタン星人Jr.（ボス）、ペガッサ星人（ボス）、ダリー（ボス）、にせウルトラセブン（ボス）、エースロボット（ボス）、エースキラー（ボス）、ヤプール人（ボス。表記は「ヤプールせいじん」。居住地区で戦ったヤプールとは別人）、テンペラー星人（ボス）、巨大ヤプール（最終ボス。表記は「がったいヤプール」）

#### 本作で手に入るアイテム
コップ
湧き水を入れる道具。ブルトン撃破後村長から貰う。
泉の湧き水
村の井戸で手に入る、神秘の水。
エネルギー草
山の頂上に咲いている、元気が漲る草。湧き水を先に取らないと手に入れることが出来ない。
ウルトラブレスレット
戦闘中、力がアップする。キングマイマイにエネルギー草を与えた後にウルトラマンキングから貰う。
汚れたマント
戦闘中、守りがダウンする。バルタン星人撃破後手に入る。
キングブレスレット
戦闘中、守りと素早さがアップする。ベムスター撃破後手に入る。
ウルトラマント
戦闘中、守りがアップする。マグマ星人撃破後アストラから貰う。

#### カプセル怪獣
ブラックキング、レッドキング、ゴモラ
全体に地響き攻撃。
ガラキング、レッドギラー
全体に投石攻撃。
サウンドギラー、ミクラス
全体に音波攻撃。
ベロクロン、ウインダム、マグマライザー、防衛隊
全体にミサイル攻撃。
キングザウルスIII世、ベムラー、キングジョー、アギラ、ジェットビートル、ホーク1号、ホーク3号
単体に破壊光線。
ガンダー、スノーゴン
単体に冷凍攻撃。
バキシム、カメレキング
単体に火炎攻撃。
テロチルス
単体に台風攻撃。
ガヴァドンA
HPを1000回復。
ジャミラ
HPを2000回復。
ガヴァドンB
HPを全回復。
ウー
戦闘不能者を蘇生させる。
ナース
ダンジョンから脱出。
ジェロニモン
一度エンカウントするまで敵との遭遇を減らす。
空カプセル
フィールドおよび居住地区に出現する怪獣を捕獲。

### ウルトラマン倶楽部 怪獣大決戦!!
1992年12月25日、エンジェルからファミリーコンピュータのソフトとして発売。ジャンルはアクションゲーム。難易度はやや高め。
あらすじは、謎の怪獣軍団の侵攻に伴い地球へ派遣されたウルトラマンが、怪獣軍団の手に落ちたウルトラ兄弟を助けていくという単純明快なものであるが、物語の真の黒幕が、当時『ウルトラマンタロウ』に影絵のみ登場したエンペラ星人であり、ウルトラマンが仲間たちの助けを借りてスペースQを放つことで最終ボス戦に突入する異例のシナリオ展開となっている。

#### ステージ
地球
第1ステージであり最終ステージでもある。街中や洞窟など様々なダンジョンがあり、ボスであるゼットンとの対決は原作通り科学特捜隊本部前。
宇宙空間
ステージ移動中の空間。第1・3・5ステージクリア後は横スクロールシューティングを楽しめるが、体力の減少や得点の加算などはない。
機械の星
第2ステージ。セブンを助けに行く。電磁バリアやミサイル、強制スクロールされるベルトコンベアや巨大ファンなど大量のトラップが仕掛けられている。
氷の星
第3ステージ。新マンを助けに行く。名前の通り地面が滑る他、スクロールするスキーリフトなどがある。
植物の星
第4ステージ。エースを助けに行く。ジャングルで覆われ、種子や蔦が襲いかかって来る。
火炎の星
第5ステージ。タロウを助けに行く。名前の通り伸びる炎やマグマなど炎系のトラップが多い他、スクロールするロケットカーなどがある。
怪獣墓場
第6ステージ。レオを助けに行く。ステージとしてはごく短いが、道中で復活した全てのボスとの再戦を挟むため総じて難しい。

#### 登場ウルトラファミリー
ウルトラマン
本作の主人公。プロローグでは寝坊し、地球への派遣が遅れてしまう。地球でゼットンを倒した後、捕らわれた兄弟たちの救出に向かう。
通常ステージにおいては打撃とスペシウム光線などの必殺技を用い、シューティングステージではスラッシュ光線で戦う。
なお、カラータイマーによる時間制限があり、原作同様3分以内にボスのもとへ到達できなければゲームオーバーとなる（残り時間が1分を切るとカラータイマーの色が青から赤に変化し、警告音が鳴り響く）。
ウルトラセブン
機械の星でキングジョーに磔にされる。終盤で真の黒幕の正体を見破った。
新ウルトラマン
氷の星でブラックキングに磔にされる。
ウルトラマンエース
植物の星でヒッポリト星人に磔にされる。
ウルトラマンタロウ
火炎の星でタイラントに磔にされる。
ウルトラマンレオ
怪獣墓場で偽ウルトラマン（ザラブ星人）に磔にされる。
ゾフィー
ボスを倒すと救出した兄弟たちを光の国に送り届けてくれる。
ウルトラの父
宇宙警備隊大隊長。遅刻してきたウルトラマンを叱責した。
ウルトラの母、ウルトラマンキング
共にエンディングで地球から帰還したウルトラ兄弟を出迎える役どころとして登場。

#### 登場怪獣
ゼットン
第1ステージボス。本作品では普通に喋れる他、語尾に「ゼットン」を付けて話す。火球で攻撃してくる。
バルタン星人、メフィラス星人、レッドキング、テレスドン、ゴモラ
ゼットンの手下。バルタン星人はシューティングステージでも小型の分身を率いて登場し、テレスドンは氷の星にも登場する。
キングジョー
第2ステージボス。語尾に「ジョー」を付けて話す。分離と合体を繰り返すが、分離した状態ではダメージを与えることが出来ない。合体時はレーザーで攻撃。
エレキング、メトロン星人、イカルス星人、ギエロン星獣、ペガッサ星人
キングジョーの手下。
ブラックキング
第3ステージボス。マグマ光線や氷柱で攻撃してくる。
バルタン星人Jr.、シーゴラス、ツインテール、ベムスター
ブラックキングの手下。バルタン星人Jr.は植物の星や怪獣墓場にも登場する。
ヒッポリト星人
第4ステージボス。最初は小さいサイズで現れるが、ある程度ダメージを与えるごとに3段階へ巨大化する。1・2段階目は左右を高速で移動し、3段階目になると動きが遅くなる代わりに炎を吐いてくるようになる。
ベロクロン、メトロン星人Jr.、バラバ、エースキラー
ヒッポリト星人の手下。
タイラント
第5ステージボス。自らを「ナンバーワン」と豪語する。炎や腕の鉄球で攻撃してくる。傘下の怪獣はレッドキング、イカルス星人、シーゴラス、ベムスター、バラバと全て自らを構成する怪獣となっている。そのため、このゲームでタロウに登場した怪獣はタイラントのみとなっている。
偽ウルトラマン / ザラブ星人
第6ステージボス。最初は偽ウルトラマンの状態で現れ、何度かダメージを与えるとザラブ星人の姿となる。偽ウルトラマンは本物同様スラッシュ光線を発射し、ザラブ星人は1ダメージごとに壁を登って無数の火の玉を投げてくる。
マグマ星人、ババルウ星人、ブラックガロン
ザラブ星人の手下。
エンペラ星人
本作の最終ボスにして、怪獣軍団を生き返らせ操った張本人。ウルトラの国に灯る正義の炎を消し去り、ウルトラヒーローたちの全滅と地球の制圧を目論んだ。ウルトラマンを一度は撃破するも、ゾフィー～レオまでの7人分のエネルギーをつぎ込んだスペースQを打ち込まれ、最後はウルトラマンとの一騎打ちの前に敗れ去った。当時はまだ公式デザインが存在しなかったため、終始青白い輪郭のみの描写となっている。
ピグモン
ステージのどこかにある「PIG」という表札のかかった門の先にいる。三色の風船を持ってきて、ウルトラマンにいずれか1つのアイテムを渡してくれるお助けキャラクター。
シーボーズ
シューティングステージの背景でロケットに乗りながら登場する。

### ウルトラマン倶楽部 敵怪獣ヲ発見セヨ!
1990年5月26日、バンダイからゲームボーイのソフトとして発売。ジャンルはシミュレーションゲーム。

### DATACH ウルトラマン倶楽部 スポ根ファイト!
1993年4月23日、バンダイからファミリーコンピュータのソフトとして発売。データック専用ソフト。

## 評価
『地球奪還作戦』はファミコン通信クロスレビューでは6、6、7、5の24点。レビュアーは前作と違いRPGになったことについて動かないが大きなグラフィックで怪獣が表現され過去の方向性にはない味がありウルトラマンに合っているとする者とコマンドで八つ裂き光輪を出してもあまり爽快感がなくキャラはいい味がしているがよくあるRPGだとする者で分かれ、キャラが2頭身で可愛くダメージを受けたときの台詞もおかしさがある、一方でバランスが悪くゲーム運びが遅く戦闘は長すぎるとした。